# پپی دوم
پپی دوم (حوالی ۲۲۸۴ ق.م. - حوالی ۲۲۱۴ ق.م.) فرعونی از دودمان ششم مصر است. آنچه که دربارهٔ این شاه مشخص است آن است که او زمان بسیار زیادی زندگی کرد. مانثون طول دوران فرمانروایی او را ۹۴ سال ذکر می‌کند و عمرش را نیز ۱۰۰. مصرشناسان اغلب دوران فرمانروایی او را میان سال‌های ۲۲۷۸ تا ۲۱۸۴ پیش از میلاد و هنگام زندگیش را سال‌های ۲۲۸۴ تا ۲۱۸۴ پ.م. می‌دانند.

## تبارشناسی

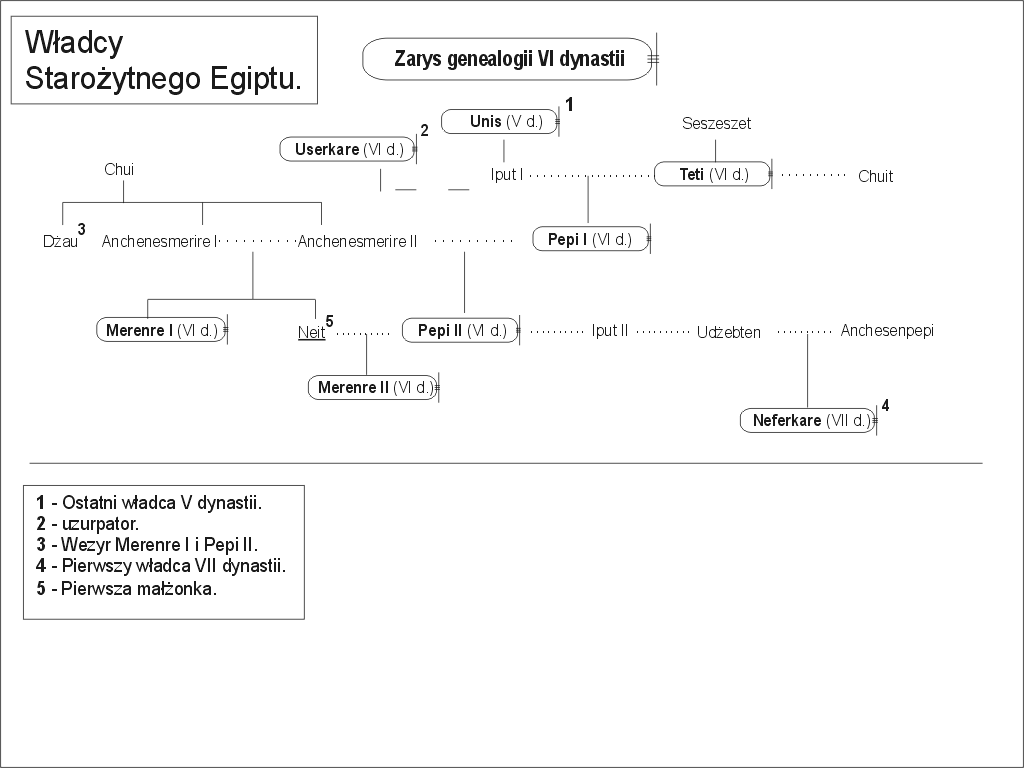
شجره نامه دودمان ششم مصر

به‌طور سنتی باور بر این بوده‌است که پپی دوم پسر پپی یکم و شهبانو 	عنخ‌اسن‌پپی دوم بوده با این حال «سنگ سقاره جنوبی» اطلاعاتی دربردارد که این تصور را با مشکل مواجه می‌کند. در این سنگ مرنرع یکم برای دورانی برابر با ۱۱ سال فرمانروایی کرد. در کاوش‌های صورت گرفته در مجموعه آرامگاه شهبانو آنخسن‌پپی دوم در سقاره مشخص شد که او پس از مرگ پپی یکم با مرنرع نیز ازدواج کرده و همسر نخست شاه گردیده. نوشته‌های بسیاری بر روی سنگ‌های این مجموعه القاب شهبانو آنخسن‌پپی دوم را چنین می‌خوانند:
همسر شاه از هرم پپی یکم، همسر شاه از هرم مرنرع، همسر شاه از هرم پپی دوم.
از این رو امروزه بسیاری از تاریخ‌دانان بر این باورند که به احتمال زیاد پپی دوم پسر مرنرع بوده‌است.